# The Great Valley (Masters)
The Great Valley – tomik wierszy amerykańskiego poety Edgara Lee Mastersa, opublikowany w 1916 nakładem nowojorskiego wydawnictwa The Macmillan Company. Zawiera między innymi wiersze Fort Dearborn, Captain John Whistler, Emily Broseau: in Church, Hanging the Picture i The Lincoln and Douglas Debates. Utwory są pisane wierszem wolnym albo wierszem białym (blank verse), czyli nierymowanym pentametrem jambicznym.